# Mac DeMarco
Macbriare Samuel Lanyon DeMarco, nato Vernor Winfield Macbriare Smith IV, detto Mac (Duncan, 21 aprile 1990), è un cantautore e polistrumentista canadese.

## Biografia
Nato in Columbia Britannica, è cresciuto ad Edmonton (Alberta). Da adolescente si è spostato a Vancouver per cercare spazio nel mondo della musica e nel 2009 ha aperto i concerti dei Japandroids.

Nel 2010 ha pubblicato alcuni EP con lo pseudonimo Makeout Videotape, e nel dicembre 2010 ha diffuso un album autoprodotto intitolato YING YANG.

### 2009–2012: primi progetti e primo album solista
Vivendo nel quartiere di Killarney, ha pubblicato un album autoprodotto, Heat Wave, come parte del progetto garage-noise/punk rock Makeout Videotape nel 2009. L'album è andato sold out con le sue 500 copie. Durante questo periodo DeMarco ha lavorato a video "psichedelici". È stato affiancato da Alex Calder e Jen Clement, e ha fatto tournée con la band di Vancouver Japandroids nel 2009. Nel 2011, DeMarco si è trasferito da Vancouver a Montreal per iniziare a registrare come artista solista. Non riuscendo a trovare lavoro come musicista, ha partecipato a esperimenti medici per denaro e ha lavorato in una squadra di pavimentazione stradale. Il 9 gennaio 2012, l'etichetta discografica Captured Tracks ha annunciato la firma di DeMarco. All'inizio del 2012, ha pubblicato un LP intitolato Rock and Roll Night Club. L'album, registrato su quattro tracce, presenta scenette e voci rallentate.

### 2013–2015: 2 eSalad Days
Rock and Roll Night Club ha impressionato abbastanza la sua nuova etichetta, tanto che hanno deciso di pubblicare un altro album di follow-up. Questa pubblicazione, intitolata 2, è stata accolta bene dalla critica, ottenendo la designazione di "Best New Music" da Pitchfork. Una delle sue canzoni, Moving Like Mike, [21] è stata autorizzata dal punto vendita americano "Target" per una pubblicità.
Il 21 gennaio 2014, DeMarco ha annunciato l'uscita del suo secondo album in uscita, Salad Days, insieme al debutto del singolo principale Passing Out Pieces, Il disco è stato pubblicato il 1º aprile 2014 [22] e ha ricevuto di nuovo il "Best Designazione "New Music" di Pitchfork. [23] È stato candidato per il Polaris Music Prize 2014. [24] Captured Tracks ha annunciato una serie di abbonamenti chiamata "The Wonderful World of Mac DeMarco 7" Club Vol. 1". Gli abbonati riceveranno due registrazioni da 7 secondi ogni 6-8 settimane contenenti varie registrazioni di DeMarco. [25]
DeMarco ha fatto la sua prima apparizione nel talk show (e la seconda apparizione in TV dopo The Eric Andre Show) quando ha eseguito la canzone "Let Her Go" su Conan il 30 marzo 2015. [26] Il 22 aprile 2015, DeMarco ha annunciato l'uscita di un album in uscita intitolato Another One, pubblicato il 7 agosto 2015, oltre a un video che raffigura la realizzazione di Another One. [27] DeMarco descrive l'album come una raccolta di canzoni d'amore, «È un po' come ogni angolo di come qualcuno potrebbe provare se provano strani sentimenti nel petto». [28] L'11 maggio 2015, Captured Tracks pubblicò il primo singolo di Another One, intitolato The Way You’d Love Her. [29] Un altro ha ricevuto una risposta generalmente favorevole dalla critica musicale, segnando 75/100 su Metacritic. [30] Still in Rock ha classificato questo LP come il terzo migliore del 2015.
L'8 luglio 2015, DeMarco pubblicò un album strumentale a 9 tracce intitolato Some Other Ones e lo definì una «colonna sonora per barbecue». [31] Più tardi quella sera, ha organizzato una festa di ascolto a New York City (dove era basato DeMarco) per i fan di ascoltare Another One, dove avrebbero potuto ottenere hot dog gratuiti se avessero donato a una banca del cibo. [32]
In un'intervista con Mr. Wavvy rilasciata il 19 agosto 2015, DeMarco ha suggerito che avrebbe pubblicato il materiale di Makeout Videotape su vinile in un prossimo futuro. [33]

### 2017–2018:This Old Dog
Il 31 gennaio 2017, DeMarco ha annunciato il suo terzo album in studio, intitolato This Old Dog. Lo stesso giorno pubblica due singoli dall'album. [34] This Old Dog è stato distribuito il 5 maggio 2017. [35]
DeMarco è apparso sullo show Hot Ones di YouTube il 23 febbraio 2017. [36]
Il 10 ottobre 2017, DeMarco è apparso su Charlie Rose, in cui i due hanno discusso del nuovo album, nonché della relazione di DeMarco con suo padre. [37] Facendo da reggilibri per l'intervista, DeMarco eseguì le versioni acustiche di This Old Dog, così come Still Together. [38]
L'8 aprile 2018, DeMarco è apparso su FishCenter Live e ha avuto un'intervista con Max Simonet. Ha collaborato con l'organizzazione no profit Plus1 per i suoi tour quell'anno, e un dollaro per ogni acquisto di biglietti è andato alla Girls Rock Camp Alliance per: «dare potere alle ragazze, ai giovani trans e di genere attraverso l'educazione musicale e il tutoraggio».[39]

### 2019–2020:Here Comes the Cowboy
Il 5 marzo 2019, DeMarco ha annunciato il suo quarto album in studio, Here Comes the Cowboy e ha condiviso il primo singolo fuori dall'album, Nobody. L'album è stato pubblicato il 10 maggio 2019 dalla Mac's Record Label. Ci sono state controversie una volta che è stato sottolineato online che l'album di DeMarco condivideva un titolo simile all'album del 2018 Be the Cowboy di Mitski e che il suo album aveva anche incluso un singolo chiamato Nobody. Secondo Pitchfork, DeMarco «non aveva mai ascoltato l'album di Mitski e apprese del suo album e del titolo della canzone solo dopo aver determinato il titolo e il singolo dell'album».  Mitski ha risposto alla controversia su Twitter, affermando: «Sono sicura al 100% di Mac e sono appena andata a pescare nella stessa parte dell'inconscio collettivo!». L'album ha ricevuto recensioni contrastanti da parte della critica e del pubblico al momento della pubblicazione.

### 2021–presente:Five Easy Hot Dogs,One Wayne G
Nell'ottobre 2021 Mac DeMarco è tornato dopo due anni di hiatus a fare delle performance dal vivo con la sua band, con i membri: Joe McMurray, Andrew White e Jon Lent.
Due anni dopo, pubblica l'album strumentale Five Easy Hot Dogs, l'album è stato registrato in diverse località durante un viaggio da Los Angeles a New York.
Ad aprile dello stesso anno l'artista ha pubblicato la sua prima raccolta, One Wayne G, che figura 199 brani e una durata di 8 ore e 43 minuti. Il titolo allude alla star dell'hockey Wayne Gretzky combinando il numero 1 e il numero 99, numero presente sulla maglia di Gretzky, così da formare 199, il numero dei brani in totale.

## Ispirazioni artistiche
Lo stile di DeMarco impiega la batteria dry (poco o senza riverbero e compressione), effetti di chorus e vibrato sulla chitarra e un'atmosfera generalmente pigra come una musica soft rock, basso smorzato e con note basse. Ha menzionato Shuggie Otis, Black Sabbath, Jonathan Richman, Genesis, Sting e Weezer come artisti preferiti. [43] Ha anche citato il musicista giapponese Haruomi Hosono come suo artista preferito. [44] La musica di DeMarco è stata generalmente definita come Indie rock, [45] psychedelic rock, [46] jangle pop, [45] [47] e lo-fi. [48] [49] Le sue composizioni basate su chitarra sono passate da opere di ispirazione glam a quelle che i recensori descrivono come "pop off-kilter" [17] o "folk rock". [50] DeMarco ha auto identificato il suo stile come "jizz jazz", arrivando fino a nominare il suo studio appartamento Jizz Jazz Studios, come menzionato in un documentario interpretato da lui stesso, "Pepperoni Playboy". [51] DeMarco ha indicato artisti come John Maus, Ariel Pink, Isao Tomita e R. Stevie Moore come influenze sul suo stile di produzione bobina a bobina. [52]

### Strumentazione
DeMarco utilizza attrezzature vintage per la sua musica. Ha suonato principalmente con una chitarra elettrica Teisco da 30 dollari che era già in pessime condizioni e ha smesso di suonarla dal vivo poiché spesso si spezzava. Utilizza inoltre chitarre Fender, come una Stratocaster degli anni '70, una Mustang degli anni '60, una Squier Stratocaster degli anni '90 e una HSS Shawbucker Stratocaster, di cui alla sua band dal vivo furono date 11 copie a seguito di un accordo di sponsorizzazione con Fender. Il suo basso utilizzato principalmente per la registrazione è un basso Teisco/Stagg.
Usa sintetizzatori giapponesi vintage, tra cui una Yamaha DX7 e un microsampler Korg. Ulteriori modelli includono un pianoforte Rhodes, un Moog Realistic MG-1, un Prophet 5, un Roland Juno 60, JX-3P e un Yamaha DX100. Gli amplificatori utilizzati includono un Roland JC-120, un amplificatore combo Fender Twin da 60 watt, e sia un piccolo Fender Vibro-Champ che un grande Roland KC-550; DeMarco li usa durante le esibizioni sul palco collegando le sue tastiere all'amplificatore Vibro-Champ che è collegato al KC-550. Gli effetti utilizzati sono un Micro-Amp MXR, un Boss CE-3 Chorus, un Boss VB-2 Vibrato, un accordatore TU-3, un Electro-Harmonix Holy Grail Reverb e un EHX Polyphonic Octave Generator.
DeMarco registra la sua musica su registratori a bobina, come un Fostex A-8, un Tascam 334, un Alesis Micro Limiter e un Roland Space Echo RE-201. Tuttavia, ha registrato il suo album This Old Dog su un MacBook con un'interfaccia Apogee Quartet. Usa un microfono a condensatore Neumann U 87, un microfono a nastro Royer R-121 e un preamplificatore Neve Portico a quattro canali con la sua configurazione Ableton. DeMarco utilizza anche una drum machine Roland CR-78 per registrare demos.

## Discografia

### Album in studio
- 2010 - Ying Yang (autoprodotto)
- 2012 - 2
- 2014 - Salad Days
- 2017 - This Old Dog
- 2019 - Here Comes the Cowboy
- 2023 - Five Easy Hot Dogs

### Raccolte
- 2023 - One Wayne G

### EP
- 2009 - Heat Wave!
- 2010 - Eating Like a Kid
- 2010 - Bossa Yeye
- 2012 - Rock and Roll Night Club
- 2015 - Some Other Ones
- 2015 - Another One

## Filmografia
- Questo sentimento estivo (Ce sentiment de l'été), regia di Mikhaël Hers (2015)